# Font Márta
Font Márta (Pécs, 1952. április 28. – ) magyar középkortörténész, egyetemi tanár, Kelet-Európa történelmének kutatója, az MTA doktora (2003.)

## Tanulmányai
1970-ben érettségizett a pécsi Nagy Lajos Gimnáziumban.1970–1975 között a szegedi József Attila Tudományegyetemen tanult és szerzett diplomát történelem–orosz szakon. Utána az egyetem Orosz Nyelvi és Irodalmi Tanszékén lett tanársegéd. Diplomamunkája az orosz–magyar középkori kapcsolatok témájában készült. 1979-ben szerzett bölcsészdoktori címet „A XII. századi orosz-magyar kapcsolatok kérdéséhez” c. disszertációval, témavezetője Kristó Gyula volt. 1983-tól a Janus Pannonius Tudományegyetem munkatársa lett, majd 1995-ben a közép és kora újkori történeti tanszék vezetője lett. 1995-2005 között a PTE-BTK dékánja volt, 2007-2010 között a PTE rektorhelyettese.
Kandidátusi disszertációját 1989-ben nyújtotta be a Magyar Tudományos Akadémiára „Orosz–magyar politikai kapcsolatok 1118–1240” címmel. A disszertáció megvédésére 1990 márciusában került sor. 1992-től 1995-ig tanszékvezető-helyettes volt a Pécsi Tudományegyetem Középkori és Koraújkori Történeti Tanszékén, amelynek 1995 óta a vezetője. 1997-ben habilitált Szegeden, ezt követően 1998-ban kapott egyetemi tanári kinevezést. 1999-2005 között a PTE BTK dékánja, 2007-2010 között a Pécsi Tudományegyetem rektorhelyettese. Akadémiai doktori disszertációját 2003-ban védte meg. 2002-ben levelező tagnak választották meg, Akademie der Wissenschaften und Literatur, Mainz.

## Oktatási tevékenysége
A középkori egyetemes és magyar történelmen belül elsősorban Kelet-Európa és a Balkán történetére koncentrál. Vezetője a 2001-ben elindult középkori és kora újkori történeti doktori programnak (A „Kárpát-medence és a szomszédos birodalmak 900–1800 között”). Rendszeresen tart idegen nyelvű kurzusokat angolul, németül és oroszul.

## Tudományos munkássága
Első kötete 1993-ban jelent meg a Móra Kiadónál „Így élt Könyves Kálmán” címmel. Az „Oroszország, Ukrajna, Rusz” c. tankönyve először 1995-ben jelent meg. Társszerzője a modern feldolgozású „Oroszország története” c. könyvnek és az 1996-ban megjelent millecentenáriumi kötetnek („1100 év Európában”), és a Siklós története („Város a Tenkes alján”) városmonográfiának.
További önálló művei „Magyarok a Kijevi Évkönyvben” c., amellyel habilitált, és „A német lovagrend alkonya”, amely a Német Lovagrend és a lengyelek konfliktusait dolgozza fel. "Árpád-házi királyok és Rurikida fejedelmek" c. monográfiája után a "A keresztény nagyhatalmak vonzásában" c. műve jelent meg. Számos további mű létrehozásában működött közre társszerzőként, szerkesztőként, társszerkesztőként. Több monográfiája jelentősen átdolgozva, kibővítve, angol és német nyelveken is napvilágot látott.
2002-ben a Mainz-i székhelyű Akademie der Wissenschaften und Literatur levelező tagjainak sorába választotta.
2003-ban szerezte meg az MTA doktora címet. 2003 óta az MTA II. Osztály Történettudományi Bizottságának egyik alelnöke. 2005-ben tagja lett a magyar-ukrán történész vegyesbizottságnak.
Részt vesz a budapesti Ruszisztikai Központ tevékenységében is. Az elmúlt húsz évben hosszú sor hazai, nemzetközi, illetve külföldi konferencián vett részt előadóként.

## Fontosabb művei
- Így élt Könyves Kálmán; Móra, Bp., 1993 (Így élt)
- Oroszország, Ukrajna, Rusz. Fejezetek a keleti szlávok korai történetéből; Janus Pannonius Tudományegyetem, Pécs, 1995
- Magyarok a Kijevi évkönyvben; vál., ford., bev., komment. Font Márta; Szegedi Középkorász Műhely, Szeged, 1996 (Szegedi középkortörténeti könyvtár)
- A német lovagrend alkonya; JPTE TK Kiadói Iroda, Pécs, 1997
- A Kárpát-medence etnikai és demográfiai viszonyai a honfoglalástól a török kiűzéséig. Oktatási segédanyag; szerk. Font Márta; PTE Középkori és Koraújkori Történeti Tanszék, Pécs, 1998 (Kódex)
- Oroszország, Ukrajna, Rusz; Balassi–University Press, Bp.–Pécs, 1998
- Az Előadások Pécs történetéből '96 és az Előadások Pécs történetéből '97 című konferenciák válogatott előadásai; szerk. Font Márta, Vonyó József; Pécs Története Alapítvány, Pécs, 1999 (Tanulmányok Pécs történetéből)
- Könyves Kálmán és kora; IPF Monográfia Szerkesztősége, Szekszárd, 1999 (IPF kiskönyvtár)
- Mittelalterliche Häuser und Strassen in Mitteleuropa; szerk. Font Márta, Sándor Mária; Archäologisches Institut der Ungarischen Akademie der Wissenschaften, Bp., 2000 (Varia archaeologica Hungarica, 9.)
- Koloman the Learned, king of Hungary (Könyves Kálmán és kora); angolra ford. Miklán Monika; Szegedi Középkorász Műhely, Szeged, 2001
- Pécs szerepe a Mohács előtti Magyarországon; szerk. Font Márta; Pécs Története Alapítvány, Pécs, 2001 (Tanulmányok Pécs történetéből)
- Tanulmányok Petrovich Ede tiszteletére. A Petrovich Ede Emlékkonferencia (Pécs, 1998. szeptember 21.) tanulmányai; szerk. Font Márta, Vargha Dezső; Pécs Története Alapítvány, Pécs, 2001 (Tanulmányok Pécs történetéből)
- Die ungarische Universitätsbildung und Europa; szerk. Font Márta, Szögi László; PTE, Pécs, 2001
- A Koller József emlékkonferencia (2002. október 24-25.) válogatott előadásai; szerk. Font Márta, Vargha Dezső; Pécs Története Alapítvány, Pécs, 2003 (Tanulmányok Pécs történetéből)
- A Madas József Emlékkonferencia (2002. április 16-17.) válogatott előadásai; szerk. Font Márta, Vargha Dezső; Pécs Története Alapítvány, Pécs, 2003 (Tanulmányok Pécs történetéből)
- Árpád-házi királyok és Rurikida fejedelmek; Szegedi Középkorász Műhely, Szeged, 2005 (Szegedi középkortörténeti könyvtár)
- Geschichtsschreibung des 13. Jahrhunderts an der Grenze zweier Kulturen. Das Königreich Ungarn und das Fürstentum Halitsch-Wolhynien; Akademie der Wissenschaften und der Literatur–Steiner, Mainz–Stuttgart, 2005 (Abhandlungen der Geistes- und Sozialwissenschaftlichen Klasse, 2005/3.)
- A keresztény nagyhatalmak vonzásában. Közép- és Kelet-Európa a 10-12. században; Balassi, Bp., 2005
- A középkori pécsi egyetem jelentősége és helyreállításának problémái; szerk. Font Márta; Középkori Egyetem Alapítvány, Pécs, 2006
- Font Márta–Varga Beáta: Ukrajna története; Bölcsész Konzorcium–JATEPress, Bp.–Szeged, 2006
- Font Márta–Sashalmi Endre: Állam, hatalom, ideológia. Tanulmányok az orosz történelem sajátosságairól; Pannonica, Bp., 2007 (Pannonica kiskönyvtár)
- Font Márta–Fedeles Tamás–Kiss Gergely: Magyarország kormányzati rendszere, 1000-1526. Egyetemi tankönyv; PTE, Pécs, 2007
- Dinasztia, hatalom, egyház. Régiók formálódása Európa közepén, 900-1453; összeáll., szerk. Font Márta; PTE, Pécs, 2009
- Aktualitások a magyar középkorkutatásban; szerk. Font Márta, Fedeles Tamás, Kiss Gergely; Pécsi Tudományegyetem BTK Történettudományi Intézet Középkori és Koraújkori Történeti Tanszék, Pécs, 2010
- The medieval chronicle. VIth international congress. Pécs, 25-29 July, 2011. Abstracts; szerk. Font Márta, Bagi Dániel, Kiss Gergely; PTE, Pécs, 2011
- Kor-szak-határ. A Kárpát-medence és a szomszédos birodalmak, 900-1800. A PTE BTK Interdiszciplináris Doktori Iskola Közép- és Koraújkori programjának I. konferenciája; szerk. Fedeles Tamás, Font Márta, Kiss Gergely; PTE, Pécs, 2013
- Partnerség, hálózat, kooperáció. A felsőoktatás és a közoktatás együttműködése a Dél-Dunántúlon; szerk. Font Márta; Pécsi Tudományegyetem, Pécs, 2015
- A pécsi püspökvár feltárásának eredményei; szerk. Font Márta; Középkori Egyetem Alapítvány, Pécs, 2015

- Kálmán (1208–1241): Halics királya, Szlavónia hercege. Pécs-Budapest, Kronosz – MTT, 2017. (társszerző: Barabás Gábor)

- Coloman King of Galicia and Duke of Slavonia (1208-1241). Amsterdam, ARC Humanities Press, 2019. (társszerző: Barabás Gábor)

- Dinasztikus érdekek nyomában. Árpádok, Piastok, Rurikok az európai politikában. Pécs, Kronosz, 2018.

- The Kings of the House of Árpád and the Rurikid Princes. Budapest: ELKH Research Centre of Humanities, 2021. (Arpadiana VIII. Series eds. Fodor, Pál and Zsoldos, Attila)

- Galics v szisztemi ruszko-ugorszkih vidnoszin XI-XIII szt. Zbirnik naukovih prac. Ivano-Frankivszk: Lileja, 2021. (Galics. Szerija 2, vyp. 7., izd. i pereklad Voloscsuk, Miroszlav)

- Ukrajna története: régiók, identitás, államiság. Budapest: ELKH Társadalomtudományi Intézet − Gondolat, 2021. (társszerzők: Fedinec Csilla, Szakál Imre, Varga Beáta)

- Kijevszkaja Rusz – Galickaja Rusz: Zapadnije regionalnije kontakti. Moszkva: Akvilon, 2021. (red. Petrova, Maja Sz.)

- Árpád-házi királyok és Rurikida fejedelmek. Érdekek találkozása és ütközése. Budapest, Balassi, 2022. (Magyar Őstörténeti Könyvtár 35.)

- Zur Entstehung der Russia Minor und Russia Alba. Ostslaven unter polnisch–litauischer Herrschaft im 13.–15. Jahrhundert. Mainz – Stuttgart, AdWMainz – Franz Steiner Verlag, 2024. (AdWMainz Abhandlungen der Geistes- und sozialwissenschaftlichen Klasse, Jahrgang 2024, Nr. 4.)

- Könyves Kálmán. Budapest, Kossuth, 2018. (Sorsfordítók a magyar történelemben)

- Honfoglalás és államalapítás (9-10. század). A törzsszövetségtől a keresztény királyságig. Budapest, Kossuth, 2019. (társszerző: Sudár Balázs) (Magyar história 1.)

- Az Árpád-házi királyok kora. Az első szent királytól az utolsó aranyágacskáig. Budapest, Kossuth, 2019. (Magyar história 2.)

## Díjai
- A Magyar Érdemrend tisztikeresztje (2013)
- Pro Civitate díj (2014)
- Nagy Lajos Király Díj (2021)
- Pécsi Akadémiai Bizottság (PAB) Ezüst plakettet. (2023)

- Tüke-díj (2025)